# Anders Danielson
Anders Jerker Danielson, född 28 december 1957 i Sturkö församling i Blekinge, död i februari 2022, var en svensk nationalekonom och var docent i nationalekonomi vid Lunds universitet.
Anders Danielson utbildade sig i nationalekonomi och geografi vid Göteborgs universitet och tog en kandidatexamen 1981. Han disputerade i nationalekonomi vid Lunds universitet 1991 och tillträdde 2006 posten som den förste generaldirektören för Institutet för utvärdering av internationellt utvecklingssamarbete (SADEV) i Karlstad, men lämnade posten 2007.